# École M'hammed Guessous
L'École M'hammed Guessous se situe à Rabat, au Maroc. C'est un établissement d'enseignement et d'éducation privé, fondé en 1934 par Ahmed Balafrej.

## Histoire
Fondée en 1934 par le leader nationaliste Ahmed Balafrej, l'école M'hammed Guessous faisait figure d'établissement modèle au regard des nationalistes marocains.
Bâtie au cœur du quartier Les Orangers à Rabat sur un terrain offert à Ahmed Balafrej par son oncle M'hammed Guessous, l'école portera le nom de ce dernier en son honneur.
Avant la fin du protectorat, l'école devint brièvement une caserne française avant d'être évacuée par les militaires au retour de son fondateur d'exil.
En 1975, l'école ouvre une annexe située dans le quartier Souissi.
Depuis 2004, l'école M'hammed Guessous est classée "patrimoine national". 

## Anciens élèves célèbres
- Ahmed Piro, chanteur de Gharnati ;
- Adil Douiri, ancien ministre du Tourisme[4] ;
- Fathallah Oualalou, ancien ministre des Finances et maire de la ville de Rabat[4] ;
- Ahmed Bouchlaken, dit Cheikh el-Arab [5] ;
- Youssef Tazi, homme d'affaires et député ;
- Abdelhak El Merini, directeur du Protocole Royal et de la Chancellerie ;
- Driss Chraibi, écrivain marocain de langue française ;
- Driss Slaoui, ancien conseiller du roi Hassan II[4] ;
- Idriss Alami, écrivain et poète de langue arabe.